# Planodes
Planodes là chi thực vật có hoa trong họ Cải. Chúng được tìm thấy ở Hoa Kỳ và Mexico.

## Các loài
- Planodes mexicanum (S.Watson) Al-Shehbaz (Syn. Arabis mexicana S. Watson, Sibara mexicana (S.Watson) Rollins): Mexico
- Planodes virginicum (L.) Greene (Syn.: Arabis virginica (L.) Poir., Cardamine virginica L., Sibara virginica (L.) Rollins): Hoa Kỳ và Mexico